# Heini Hemmi

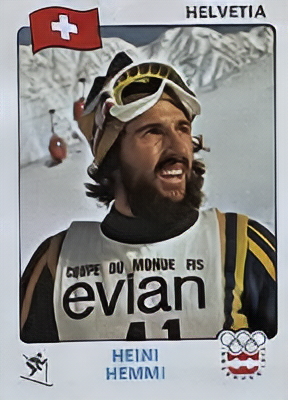
Heini Hemmi

Heini Hemmi (Churwalden, 17 januari 1949) is een voormalige Zwitserse alpineskiër. In 1976 werd hij gekozen tot Zwitsers Sportman van het Jaar.
Hij won vier wereldbeker reuzenslalomwedstrijden en in 1977 ook de kleine kristallen bol voor de winst van de wereldbeker alpineskiën in reuzenslalom. Zijn grootste succes was de winst van de gouden medaille in reuzenslalom bij de Olympische Spelen van 1976 in Innsbruck. In 1979 beeindigde hij zijn sportloopbaan.

## Palmares

### Olympische Winterspelen
- Innsbruck (1976)
  - Gouden medaille in de reuzenslalom